# Institut for Flerpartisamarbejde
Institut for Flerpartisamarbejde (DIPD) er en selvejende institution oprettet i 2010 inden for den offentlige forvaltning. DIPD står for Danish Institute for Parties and Democracy, der er instituttets engelske navn. DIPD’s arbejdsområde er støtte til partier og flerpartisystemer i udviklingslandende. Størstedelen af Folketingets partier foretager gennem DIPD aktiviteter med samarbejdspartnere i udlandet.
Instituttet blev etableret med det formål at styrke den danske demokratibistand, herunder særlig støtten til udvikling af politiske partier og flerpartisystemer i udviklingslandene.

## DIPD's projekter
DIPD har projekter i en række lande. 

## Instituttets ledelse
Institut for Flerpartisamarbejde ledes af en bestyrelse, der træffer afgørelse i alle væsentlige spørgsmål om instituttets faglige arbejdsområde, økonomi og forvaltning. Bestyrelsen består af 16 medlemmer, der beskikkes af udviklingsministeren. 1 medlem udpeges af udviklingsministeren, 10 medlemmer udpeges af Folketinget, 2 medlemmer udpeges af Dansk Ungdoms Fællesråd, 1 medlem udpeges af Rektorkollegiet, 1 medlem udpeges af Globalt Fokus, og 1 medlem udpeges af Institut for Menneskerettigheder. Instituttets daglige ledelse i faglige spørgsmål samt økonomi- og forvaltningsspørgsmål forestås af en direktør, der udnævnes af bestyrelsen. Nuværende direktør er Lisbeth Pilegaard.